# Poliopastea chrysotarsia
Poliopastea chrysotarsia är en fjärilsart som beskrevs av George Francis Hampson 1898. Poliopastea chrysotarsia ingår i släktet Poliopastea och familjen björnspinnare. Inga underarter finns listade i Catalogue of Life.